# SV Sandhausen
Der SV Sandhausen 1916 e. V. ist ein Fußballverein mit 950 Mitgliedern (Stand: 10. Juni 2021) aus dem kurpfälzischen Sandhausen in Baden-Württemberg. Die erste Mannschaft des Vereins spielte von 2012 bis 2023 in der 2. Fußball-Bundesliga, die Vereinsfarben sind Schwarz-Weiß.

## Geschichte

### Erste Erfolge
Der erste große Erfolg gelang dem am 1. August 1916 gegründeten SV Sandhausen in der Saison 1930/31 mit dem Aufstieg in die Bezirksliga Rhein/Saar, damals eine der höchsten deutschen Fußballklassen. In dieser Klasse hatte der SV schwere Spiele gegen damals namhafte Mannschaften wie den SV Waldhof, VfL Neckarau, VfR Mannheim, Phönix Ludwigshafen u. a. zu bestreiten. Die Zugehörigkeit zu dieser starken Klasse währte nicht lange. Nach einem Jahr erfolgte der Abstieg. In der Endphase des Zweiten Weltkriegs spielte der SV als Teil der Kriegssportgemeinschaft (KSG) Walldorf-Wiesloch eine Saison in der Gauliga Nordbaden, stieg jedoch ohne Punktgewinn wieder ab.

### Zeit nach dem Zweiten Weltkrieg
Nach dem Zweiten Weltkrieg etablierte sich der SV Sandhausen zunächst in der Landes- bzw. 2. Amateurliga, bevor in der Saison 1956/57 der Aufstieg in die 1. Amateurliga Nordbaden erspielt wurde. Diese Klasse hielt man bis zur Qualifikation zur neu gegründeten Oberliga Baden-Württemberg im Jahr 1978. Der Verein konnte sich in der Folge fast immer in der Spitzengruppe der Liga behaupten. In den Spielzeiten 1977/78 und 1992/93 feierte der SV Sandhausen mit dem Gewinn der deutschen Amateurmeisterschaft seine bis dahin größten Erfolge. Einen weiteren Erfolg konnte der SV Sandhausen im DFB-Pokal 1985/86 verbuchen, indem er erst im Viertelfinale im heimischen Hardtwaldstadion dem Bundesligisten Borussia Dortmund 1:3 unterlag. 1994 qualifizierte sich der SV Sandhausen als 9. der Oberliga nicht für die neu eingerichtete Regionalliga Süd. In der Saison 1994/95 wurde man Meister der Oberliga Baden-Württemberg und stieg in die Regionalliga Süd auf, stieg aber direkt wieder ab. In derselben Saison gelang dem SV Sandhausen eine Überraschung im DFB-Pokal gegen den VfB Stuttgart. Das Spiel ging als längstes Elfmeterschießen (13:12) des Wettbewerbs in die Geschichte ein. 2000 scheiterte der SVS als Meister in der Relegation am SSV Jahn Regensburg, der in die Regionalliga aufstieg. Mit insgesamt 28 Jahren Ligazugehörigkeit zur Oberliga Baden-Württemberg führt der SV deutlich die „Ewige Tabelle“ der Liga an.

### Zeit nach der Jahrtausendwende
2005/06 plante Dietmar Hopp, den Regionalligisten TSG Hoffenheim mit dem Oberligisten SV Sandhausen sowie dem Verbandsligisten FC-Astoria Walldorf zu fusionieren, um in seiner Heimatregion einen starken Klub aufzubauen, der in die Bundesliga aufsteigen sollte. Der Deutsche Fußball-Bund begrüßte diese Fusionspläne und gab sein Einverständnis. Der Fusionsklub sollte demnach entweder als FC Kurpfalz Heidelberg oder HSW Heidelberg 06 firmieren. Letztlich scheiterte diese Fusion jedoch (nicht zuletzt aufgrund der Vorbehalte des SV Sandhausen) und die Kooperation wurde beendet. Am Ende der Saison 2006/07 stieg die erste Mannschaft des SV Sandhausen in die Regionalliga Süd auf. 2007/08 nahm der SV Sandhausen an der ersten Hauptrunde des DFB-Pokals teil, wo er gegen den Zweitligisten Kickers Offenbach mit 0:4 unterlag. In der Regionalligasaison 2007/08 verfehlte die Mannschaft zwar mit Platz 5 den Aufstieg in die 2. Bundesliga, war aber für die neue 3. Liga qualifiziert. Die erste Saison 2008/09, die erste im Profifußball, beendete der SV Sandhausen mit einer ausgeglichenen Bilanz auf Platz 8. Im Februar 2010 trennte sich der SV Sandhausen nach viereinhalb erfolgreichen Jahren von Trainer Gerd Dais. Nachfolger von Dais wurde Frank Leicht, der zuvor Eintracht Frankfurt II trainiert hatte.
Am 11. Mai 2010 gewann die zweite Mannschaft des SV Sandhausen das Finale um den Pokal des Badischen Fußball-Verbandes gegen den FC Nöttingen im Elfmeterschießen mit 7:6. Der Verein war damit für die erste Runde des DFB-Pokals 2010/11 qualifiziert, in der er das Spiel gegen den FC Augsburg im Elfmeterschießen verlor.
Nach einem durchwachsenen Start in die Saison 2010/11 wurde am 12. September 2010 Trainer Frank Leicht beurlaubt. Sein Nachfolger wurde Pavel Dotchev, der wegen Erfolglosigkeit am 14. Februar 2011 ebenfalls beurlaubt und unmittelbar darauf durch seinen Vor-Vorgänger Gerd Dais ersetzt wurde.

### Aufstieg in die 2. Fußball-Bundesliga
In der ersten Runde des DFB-Pokals 2011/12 unterlag der SVS dem damaligen Deutschen Meister und späteren Pokalsieger Borussia Dortmund mit 0:3. In der Drittliga-Saison 2011/12 wurde der SV Sandhausen Meister und stieg in die 2. Bundesliga auf. Im November 2012 trennte sich der SV Sandhausen als Tabellenletzter der 2. Liga von Trainer Gerd Dais. Sein Nachfolger wurde Hans-Jürgen Boysen. Der SV beendete die Saison zwar auf dem vorletzten Platz, was nach nur einem Jahr Zweitklassigkeit sportlich den direkten Abstieg in die 3. Liga bedeutet hätte, dennoch hielt man die Klasse: Der am 29. Mai 2013 gegenüber dem MSV Duisburg seitens der DFL ausgesprochene Lizenzentzug für die 2. Bundesliga wurde durch eine Schiedsgerichtsentscheidung am 19. Juni 2013 rechtskräftig. Da sich auch Dynamo Dresden als Drittletzter in der Relegation durchgesetzt hatte, trat damit der SV Sandhausen auch in der Spielzeit 2013/14 in der 2. Bundesliga an.
Ab der Saison 2013/14 war Alois Schwartz Trainer beim SVS. Durch einen 4:3-Sieg im Elfmeterschießen gegen den Bundesligisten 1. FC Nürnberg erreichte der Verein die zweite Runde des DFB-Pokals. Dort gab es einen erneuten Erfolg; mit 3:1 wurde gegen den SC Wiedenbrück 2000 gewonnen, und damit erreichte der SV Sandhausen zum zweiten Mal in seiner Vereinsgeschichte das Achtelfinale des DFB-Pokals. Doch im Achtelfinale mussten sich die Sandhäuser dem Bundesligisten Eintracht Frankfurt mit 2:4 geschlagen geben. Als Prämie erhielt der Verein für das Erreichen des Achtelfinales 500.000 Euro. Am Ende der Saison erreichte er in der Liga Tabellenplatz 12.
Am 32. Spieltag der Saison 2014/15 feierte der SVS in seinem 100. Zweitligaspiel durch einen 4:0-Auswärtssieg bei RB Leipzig vermeintlich den vorzeitigen Klassenerhalt. Am 12. Mai 2015 teilte die DFL jedoch mit, dass dem Verein wegen Verstößen gegen die Lizenzierungsordnung drei Punkte abgezogen würden, wodurch der Klassenerhalt wieder fraglich war. Am letzten Spieltag konnte die Klasse jedoch endgültig gehalten werden. Wie schon in der Vorsaison belegte man schließlich den 12. Rang.
Am 31. Spieltag der Saison 2015/16 konnte mit einem 1:0 gegen den FSV Frankfurt der vorzeitige Klassenerhalt gesichert werden, nach dem letzten Spieltag stand man auf Tabellenplatz 13.
Am 3. Juli 2016 wurde Kenan Koçak als neuer Trainer präsentiert – er kam vom Regionalligisten SV Waldhof Mannheim und folgte auf Alois Schwartz, der zum 1. FC Nürnberg wechselte. In der Saison 2016/17 konnte durch einen Auswärtssieg in Würzburg am 33. Spieltag erneut der vorzeitige Klassenerhalt gefeiert werden, man schloss auf Tabellenplatz 10 ab.
Nach einer starken Hinrunde stand man zur Winterpause der Saison 2017/18 auf Platz 5. Am 33. Spieltag wurde trotz einer 0:2-Heimniederlage gegen den 1. FC Nürnberg, der gleichzeitig den Aufstieg in die Bundesliga feierte, der Klassenerhalt gesichert. Man beendete die Saison auf Tabellenplatz 11, wodurch der SVS 2018/19 in seine siebte Zweitliga-Saison startete.
Im Oktober 2018 trennte sich der SV Sandhausen nach einem schlechten Saisonstart am 9. Spieltag mit nur einem Sieg von Kenan Koçak. Als neuer Trainer übernahm Uwe Koschinat vom Drittligisten SC Fortuna Köln. Die Mannschaft stand über weite Teile der Saison auf einem Abstiegsplatz. Dank acht ungeschlagener Partien in Folge belegte Sandhausen ab dem 26. Spieltag den 15. Platz, den sie bis zum Saisonende nicht mehr verließen. Am letzten Spieltag sicherte sich der SVS mit einem 2:2-Unentschieden in Regensburg bei einer gleichzeitigen Niederlage des Konkurrenten FC Ingolstadt 04 den direkten Klassenerhalt.
In der Saison 2019/20 bewegte sich der Verein überwiegend im Tabellenmittelfeld. Nach acht sieglosen Spielen in Folge in der Rückrunde näherte man sich zunehmend den Abstiegsrängen, entkam aber nach sieben Punkten aus drei Spielen während einer englischen Woche dem Abstiegskampf. Der Klassenerhalt stand am 32. Spieltag rechnerisch fest. Am letzten Spieltag der Saison machte der SVS mit einem überraschenden 5:1-Auswärtssieg über den Hamburger SV, der dadurch die Teilnahme an die Relegation zur Bundesliga verpasste, auf sich aufmerksam. Der SV Sandhausen beendete die Saison auf dem 10. Platz und konnte damit das beste Saisonresultat aus der Spielzeit 2016/17 egalisieren.
In der Saison 2020/21 peilte der Verein einen einstelligen Tabellenplatz an. Nachdem die Mannschaft nach dem 8. Spieltag mit 8 Punkten auf dem 15. Platz stand, wurde der Cheftrainer Uwe Koschinat durch Michael Schiele ersetzt. Da sich Sandhausen auch zu Jahresbeginn 2021 noch im Abstiegskampf befand, wurde Schiele im Februar freigestellt und zunächst interimsweise durch den Co-Trainer Stefan Kulovits und Gerhard Kleppinger ersetzt, der erst Anfang Januar 2021 vom Profi-Trainerstab in das Nachwuchsleistungszentrum gewechselt war. Die Interimszeit wurde im März bis zum Saisonende verlängert. Da nur Kleppinger über die nötige Fußballlehrer-Lizenz verfügte, wurde dieser von der DFL offiziell als Cheftrainer geführt. Obwohl Sandhausen in der Saison 2020/21 auswärts nur einen Sieg bei 16 Niederlagen holen konnte, hielt der Verein am Ende der Saison mit 34 Punkten und Platz 15 die Liga. Dabei wurde der Klassenerhalt erst am letzten Spieltag trotz einer 1:3-Niederlage beim Zweitligameister VfL Bochum gesichert, da die Konkurrenten VfL Osnabrück und Eintracht Braunschweig ebenfalls verloren.
Aufgrund des erfolgreichen Klassenerhalts erhielt das „Cheftrainer-Team“ Kleppinger/Kulovits einen Vertrag für die Saison 2021/22. Nach einem Sieg, einem Unentschieden und fünf Niederlagen aus den ersten sieben Ligaspielen wurde das Duo freigestellt. Als Nachfolger wurde Alois Schwartz verpflichtet, der schon von 2013 bis 2016 SVS-Cheftrainer gewesen war.
Die Saison 2022/23 startete sehr schlecht: Mangels Erfolgen überwinterte der SVS auf dem letzten Tabellenplatz 18. Auch der Start in die Rückrunde verlief nur wenig erfolgreich. Zwar konnte beim Auftakt Arminia Bielefeld 2:1 besiegt werden, jedoch wurden die folgenden drei Spiele verloren, so dass nach dem dritten dieser Spiele, der 0:3-Heimniederlage gegen den KSC am 19. Februar 2023, Alois Schwartz zusammen mit seinem Cotrainer Dimitrios Moutas noch am selben Tag freigestellt wurde. Am Folgetag wurde Tomas Oral als neuer Trainer für die restliche Saison berufen. Nach nur sechs Spielen, die keine Wende im Abstiegskampf brachten, wurde jedoch auch Oral freigestellt. Das Heimspiel gegen Hansa Rostock ging im Abstiegskampf mit 1:2 verloren, wodurch Rostock unter seinem neuen Trainer Alois Schwartz seinen Klassenerhalt retten konnte, schon am folgenden, vorletzten Spieltag der Saison war der Abstieg des SVS nach einer 0:1-Niederlage beim 1. FC Heidenheim besiegelt.

### Neu-Formation in der 3. Liga und erneuter Abstieg
Zunächst startete die personell neu aufgestellte erste Mannschaft des SVS im August 2023 gut in den DFB-Pokal mit einem 4:2-Sieg im Elfmeterschießen gegen den Zweitligisten Hannover 96. In der Meisterschaft lief es weniger gut: Bereits nach zwölf Spieltagen wurde Trainer Danny Galm durch Jens Keller ersetzt; nach dem 2:4 bei Waldhof Mannheim am vorletzten Spieltag trat Keller von seinem Amt zurück. Der SVS beendete die Saison schließlich auf dem 8. Tabellenplatz. In der Folgesaison standen die Badener nach dem drittletzten Spieltag als Absteiger in die Regionalliga fest.

## Sportlicher Verlauf

### Erfolge
Meisterschaft
- Deutscher Amateurmeister: 1978, 1993
- Deutscher Vize-Amateurmeister: 1977
- Meister Oberliga Baden-Württemberg: 1981, 1985, 1987, 1995, 2000, 2007
- Rang 1 in der Ewigen Tabelle der Fußball-Oberliga Baden-Württemberg
- Qualifikation zur neu eingerichteten 3. Liga: 2008
- Meister 3. Liga und Aufstieg in die 2. Bundesliga: 2012

Pokal
- Badischer Pokalsieger: 1977, 1978, 1981, 1982, 1983, 1985, 1986, 1995, 2006, 2007, 2010 *, 2011, 2024, 2025
- Viertelfinale des DFB-Pokals 1985/86

### Saisonbilanzen seit 1957
| Saison    | Spielstufe | Liga                       | Platz | Tore  | Punkte |
| --------- | ---------- | -------------------------- | ----- | ----- | ------ |
| 1957/58   | III        | 1. Amateurliga Nordbaden   | 13.   | 51:72 | 26:34  |
| 1958/59   | III        | 1. Amateurliga Nordbaden   | 05.   | 54:53 | 33:27  |
| 1959/60   | III        | 1. Amateurliga Nordbaden   | 12.   | 42:65 | 26:34  |
| 1960/61   | III        | 1. Amateurliga Nordbaden   | 01.   | 71:41 | 44:16  |
| 1961/62   | III        | 1. Amateurliga Nordbaden   | 10.   | 42:57 | 28:32  |
| 1962/63   | III        | 1. Amateurliga Nordbaden   | 10.   | 40:53 | 30:30  |
| 1963/64   | III        | 1. Amateurliga Nordbaden   | 03.   | 54:40 | 38:22  |
| 1964/65   | III        | 1. Amateurliga Nordbaden   | 09.   | 45:50 | 29:31  |
| 1965/66   | III        | 1. Amateurliga Nordbaden   | 11.   | 43:50 | 26:34  |
| 1966/67   | III        | 1. Amateurliga Nordbaden   | 03.   | 61:41 | 39:21  |
| 1967/68   | III        | 1. Amateurliga Nordbaden   | 03.   | 57:38 | 36:24  |
| 1968/69   | III        | 1. Amateurliga Nordbaden   | 03.   | 46:45 | 37:23  |
| 1969/70   | III        | 1. Amateurliga Nordbaden   | 03.   | 57:38 | 36:24  |
| 1970/71   | III        | 1. Amateurliga Nordbaden   | 06.   | 31:28 | 34:26  |
| 1971/72   | III        | 1. Amateurliga Nordbaden   | 03.   | 71:39 | 45:19  |
| 1972/73   | III        | 1. Amateurliga Nordbaden   | 04.   | 55:55 | 33:27  |
| 1973/74   | III        | 1. Amateurliga Nordbaden   | 04.   | 69:37 | 38:22  |
| 1974/75   | III        | 1. Amateurliga Nordbaden   | 03.   | 60:34 | 40:20  |
| 1975/76   | III        | 1. Amateurliga Nordbaden   | 02.   | 53:29 | 42:18  |
| 1976/77   | III        | 1. Amateurliga Nordbaden   | 02.   | 78:43 | 45:15  |
| 1977/78   | III        | Amateurliga Nordbaden      | 02.   | 68:42 | 40:20  |
| 1978/79   | III        | Oberliga Baden-Württemberg | 11.   | 60:61 | 39:37  |
| 1979/80   | III        | Oberliga Baden-Württemberg | 08.   | 52:58 | 33:35  |
| 1980/81   | III        | Oberliga Baden-Württemberg | 01.   | 83:36 | 49:19  |
| 1981/82   | III        | Oberliga Baden-Württemberg | 07.   | 59:34 | 41:27  |
| 1982/83   | III        | Oberliga Baden-Württemberg | 03.   | 87:45 | 49:23  |
| 1983/84   | III        | Oberliga Baden-Württemberg | 03.   | 75:47 | 44:24  |
| 1984/85   | III        | Oberliga Baden-Württemberg | 01.   | 67:35 | 47:21  |
| 1985/86   | III        | Oberliga Baden-Württemberg | 04.   | 67:48 | 41:31  |
| 1986/87   | III        | Oberliga Baden-Württemberg | 01.   | 56:36 | 44:24  |
| 1987/88   | III        | Oberliga Baden-Württemberg | 03.   | 60:38 | 41:27  |
| 1988/89   | III        | Oberliga Baden-Württemberg | 04.   | 55:41 | 40:28  |
| 1989/90   | III        | Oberliga Baden-Württemberg | 06.   | 66:52 | 41:27  |
| 1990/91   | III        | Oberliga Baden-Württemberg | 05.   | 53:44 | 40:28  |
| 1991/92   | III        | Oberliga Baden-Württemberg | 11.   | 45:46 | 32:36  |
| 1992/93   | III        | Oberliga Baden-Württemberg | 02.   | 57:35 | 45:23  |
| 1993/94   | III        | Oberliga Baden-Württemberg | 09.   | 52:39 | 33:35  |
| 1994/95   | IV         | Oberliga Baden-Württemberg | 01.   | 72:30 | 50:14  |
| 1995/96   | III        | Regionalliga Süd           | 16.   | 42:59 | 34     |
| 1996/97   | IV         | Oberliga Baden-Württemberg | 04.   | 58:31 | 54     |
| 1997/98   | IV         | Oberliga Baden-Württemberg | 07.   | 52:45 | 44     |
| 1998/99   | IV         | Oberliga Baden-Württemberg | 02.   | 44:23 | 59     |
| 1999/2000 | IV         | Oberliga Baden-Württemberg | 01.   | 68:24 | 70     |
| 2000/01   | IV         | Oberliga Baden-Württemberg | 04.   | 69:44 | 57     |
| 2001/02   | IV         | Oberliga Baden-Württemberg | 02.   | 63:32 | 68     |
| 2002/03   | IV         | Oberliga Baden-Württemberg | 04.   | 59:46 | 56     |
| 2003/04   | IV         | Oberliga Baden-Württemberg | 07.   | 51:42 | 54     |
| 2004/05   | IV         | Oberliga Baden-Württemberg | 07.   | 64:39 | 50     |
| 2005/06   | IV         | Oberliga Baden-Württemberg | 05.   | 65:34 | 60     |
| 2006/07   | IV         | Oberliga Baden-Württemberg | 01.   | 91:36 | 77     |
| 2007/08   | III        | Regionalliga Süd           | 05.   | 48:38 | 57     |
| 2008/09   | III        | 3. Liga                    | 08.   | 58:52 | 50     |
| 2009/10   | III        | 3. Liga                    | 14.   | 54:63 | 47     |
| 2010/11   | III        | 3. Liga                    | 12.   | 43:46 | 46     |
| 2011/12   | III        | 3. Liga                    | 01.   | 57:42 | 66     |
| 2012/13   | II         | 2. Bundesliga              | 17.   | 38:66 | 26     |
| 2013/14   | II         | 2. Bundesliga              | 12.   | 29:35 | 44     |
| 2014/15   | II         | 2. Bundesliga              | 12.   | 32:37 | 39     |
| 2015/16   | II         | 2. Bundesliga              | 13.   | 40:50 | 40     |
| 2016/17   | II         | 2. Bundesliga              | 10.   | 41:36 | 42     |
| 2017/18   | II         | 2. Bundesliga              | 11.   | 35:33 | 43     |
| 2018/19   | II         | 2. Bundesliga              | 15.   | 45:52 | 38     |
| 2019/20   | II         | 2. Bundesliga              | 10.   | 43:45 | 43     |
| 2020/21   | II         | 2. Bundesliga              | 15.   | 41:60 | 34     |
| 2021/22   | II         | 2. Bundesliga              | 14.   | 42:54 | 41     |
| 2022/23   | II         | 2. Bundesliga              | 18.   | 35:63 | 28     |
| 2023/24   | III        | 3. Liga                    | 8.    | 58:57 | 56     |
| 2024/25   | III        | 3. Liga                    | 19.   | 49:69 | 35     |

## Stadion
Der SV Sandhausen trägt seine Heimspiele im am südlichen Ortsausgang direkt am Wald gelegenen Hardtwaldstadion (seit 2023 aufgrund eines Namenssponsorings offiziell GP Stadion am Hardtwald) aus. Zur Saison 2008/09 wurde es aufgrund der Qualifikation für die 3. Liga umgebaut und die Sitzplatzkapazität erhöht. Das Stadion verfügte über 10.231 Plätze, davon 2.954 überdachte Sitzplätze. Im Sommer 2012 wurde das Stadion, nach dem Aufstieg in die zweite Bundesliga, auf ca. 12.000 Plätze erweitert. Zur Saison 2014/15 wurde das Stadion erneut ausgebaut und weist nunmehr eine Kapazität von 15.300 Plätzen auf. Im Zeitraum von 2017 bis 2023 wurde das Stadion, nach einem Sponsor, als BWT Stadion bezeichnet. Mit dem Abstieg in die 3. Liga im Jahr 2023 fand eine Umbenennung in GP Stadion am Hardtwald statt. Neuer namensgebender Sponsor wurde die GP Gölz Paletten GmbH.

## Persönlichkeiten

### Bekannte ehemalige Spieler
- Christian Adam
- Selçuk Alibaz
- Boubacar Barry
- Aziz Bouhaddouz
- Heiko Butscher
- Nejmeddin Daghfous
- Matthias Dehoust
- Régis Dorn
- Stefan Emmerling
- Hansi Flick
- Philipp Förster
- Thomas Gomminginger
- Daniel Gordon
- Knut Hahn
- Daniel Ischdonat
- Thorsten Kirschbaum
- Marco Knaller
- Tim Knipping
- Cüneyt Kocabıçak
- Lukas Kübler
- Stefan Kulovits
- Frank Löning
- Markus Löw
- Hans-Peter Makan
- Nicolai Müller
- Markus Münch
- Carsten Nulle
- Rainer Ohlhauser
- Matthias Örüm
- Emre Öztürk
- Marjan Petković
- Roberto Pinto
- David Pisot
- Oliver Risser
- Sreto Ristić
- Franz Roth
- Erwin Rupp
- Rainer Scharinger
- Julian Schauerte
- Marcel Schuhen
- Stefan Strerath
- Martin Stoll
- Alexander Stolz
- Gerd Störzer
- Richard Sukuta-Pasu
- Aytaç Sulu
- Korbinian Vollmann
- Andrew Wooten
- Rainer Zietsch
- Matthias Zimmermann

### Trainer
| Amtszeit        | Trainer                      |
| --------------- | ---------------------------- |
| 1974–1977       | Emil Kühnle                  |
| 1977–08/1979    | Klaus Sinn                   |
| 08/1979–09/1979 | Harald Meichelbeck (Interim) |
| 09/1979–1980    | Heinz Baas                   |
| 1980–1981       | Werner Ludwig                |
| 1981–03/1982    | Rudi Dielmann                |
| 03/1982–05/1983 | Werner Ludwig                |
| 05/1983–06/1983 | Raimund Lietzau (Interim)    |
| 1983–1987       | Slobodan Jovanić             |
| 1987–11/1987    | Harry Griesbeck              |
| 11/1987–12/1987 | Wolfgang Reinhardt (Interim) |
| 12/1987–01/1989 | Heiner Ueberle               |
| 09/1989–05/1991 | Stephan Groß                 |
| 05/1991–06/1991 | Wolfgang Reinhardt (Interim) |
| 1991–1994       | Slobodan Jovanić             |

| Amtszeit        | Trainer            |
| --------------- | ------------------ |
| 1994–1996       | Hans-Jürgen Boysen |
| 1996–1998       | Rüdiger Menges     |
| 1998–1999       | Günther Birkle     |
| 1999–2000       | Willi Entenmann    |
| 07/2000–11/2000 | Werner Habiger     |
| 11/2000–04/2001 | Ralf Köhnlein      |
| 04/2001–2002    | Hans-Jürgen Boysen |
| 07/2002–10/2002 | Willi Entenmann    |
| 10/2002–09/2003 | Rainer Scharinger  |
| 09/2003–09/2005 | Günter Sebert      |
| 09/2005–02/2010 | Gerd Dais          |
| 02/2010–09/2010 | Frank Leicht       |
| 09/2010–02/2011 | Pavel Dotchev      |
| 02/2011–11/2012 | Gerd Dais          |
| 11/2012–2013    | Hans-Jürgen Boysen |

| Amtszeit        | Trainer                               |
| --------------- | ------------------------------------- |
| 2013–2016       | Alois Schwartz                        |
| 2016–10/2018    | Kenan Koçak                           |
| 10/2018–11/2020 | Uwe Koschinat                         |
| 11/2020–02/2021 | Michael Schiele                       |
| 02/2021–09/2021 | Gerhard Kleppinger & Stefan Kulovits  |
| 09/2021–02/2023 | Alois Schwartz                        |
| 02/2023–04/2023 | Tomas Oral                            |
| 04/2023–05/2023 | Gerhard Kleppinger                    |
| 06/2023–10/2023 | Danny Galm                            |
| 10/2023–05/2024 | Jens Keller                           |
| 05/2024         | Gerhard Kleppinger                    |
| 06/2024–12/2024 | Sreto Ristić                          |
| 01/2025–04/2025 | Kenan Koçak                           |
| seit 05/2025    | Gerhard Kleppinger & Dennis Diekmeier |

## Profimannschaft

### Aktueller Kader 2025/26
Stand: 14. August 2025
Zu älteren Mannschaftsaufstellungen, siehe Namen und Zahlen
| Nr.        | Nat.        | Spieler               | Geburtstag | im Verein seit |
| Torhüter   |             |                       |            |                |
| 01         | Deutschland | Arthur Lyska          | 19.05.2000 | 2025           |
| 12         | Deutschland | David ZimmerU19       | 15.12.2006 | 2024           |
| 30         | Deutschland | Luis Idjaković        | 12.02.2002 | 2024           |
| Abwehr     |             |                       |            |                |
| 02         | Deutschland | Kwabe Schulz          | 06.10.1998 | 2025           |
| 03         | Deutschland | Louis Kolbe           | 11.03.2004 | 2025           |
| 04         | Deutschland | Benedikt Wimmer       | 12.02.2005 | 2025           |
| 13         | Deutschland | Yannick Osée          | 13.06.1997 | 2025           |
| 21         | Deutschland | Pablo Zahnen Martinez | 21.02.2005 | 2025           |
| 23         | Deutschland | Teoman Akmestanlı     | 30.01.2002 | 2025           |
| 24         | Deutschland | Ken Gipson            | 24.02.1996 | 2025           |
| Mittelfeld |             |                       |            |                |
| 05         | Deutschland | Melvin Ramusović      | 19.06.2001 | 2025           |
| 06         | Deutschland | Niklas Tarnat         | 26.05.1998 | 2025           |
| 07         | Deutschland | David Mamutović       | 05.12.2000 | 2025           |
| 08         | Deutschland | Leon Ampadu           | 28.08.2001 | 2025           |
| 10         | Deutschland | Jahn Herrmann         | 07.01.2001 | 2025           |
| 11         | Deutschland | Luca de Meester       | 26.01.2004 | 2025           |
| 17         | Deutschland | Yanis Outman          | 29.04.2006 | 2019           |
| 18         | Deutschland | Berk İnaler           | 12.04.2000 | 2025           |
| 20         | Deutschland | Phil Halbauer         | 17.08.1998 | 2025           |
| 29         | Deutschland | Jannik Graf           | 29.11.2004 | 2025           |
| Angriff    |             |                       |            |                |
| 09         | Deutschland | Maximilian Wagner     | 06.02.2004 | 2025           |
| 37         | Deutschland | Pascal Testroet       | 26.09.1990 | 2025           |

U19 auch spielberechtigt für die A-Junioren (U19, Jahrgang 2007 oder jünger)

### Transfers der Saison 2025/26
Stand: 13. August 2025
| Zugänge | Abgänge |
| Sommer 2025 | Sommer 2025 |
| --- | --- |
| - Teoman Akmestanlı (1. FC Köln II) - Leon Ampadu (Borussia Mönchengladbach II) - Ken Gipson (FC Carl Zeiss Jena) - Jannik Graf (SSV Jahn Regensburg) - Phil Halbauer (Energie Cottbus) - Jahn Herrmann (FSV Zwickau) - Berk İnaler (Hallescher FC) - Louis Kolbe (Eintracht Frankfurt II) - Arthur Lyska (SV Wehen Wiesbaden) - David Mamutović (1. FSV Mainz 05 II) - Luca de Meester (Viktoria Köln) - Yannick Osée (SGV Freiberg) - Melvin Ramusović (vereinslos) - Kwabe Schulz (Viktoria Köln) - Niklas Tarnat (SGV Freiberg) - Pascal Testroet (FC Ingolstadt 04) - Maximilian Wagner (FC Bayern München II) - Benedikt Wimmer (FC Bayern München II; Leihe) - Pablo Zahnen Martinez (FC Schalke 04 II) | - Aziz Alagi (Vertragsende; Ziel unbekannt) - Dominic Baumann (1. FC Saarbrücken) - Justin Butler (Energie Cottbus) - Jonas Carls (Vertragsende; Ziel unbekannt) - Taylan Duman (Vertragsende; Ziel unbekannt) - Christoph Ehlich (Vertragsende; Ziel unbekannt) - Lucas Ehrlich (Vertragsende; Ziel unbekannt) - Stanislav Fehler (Vertragsende; Ziel unbekannt) - Alexander Fuchs (Vertragsende; Ziel unbekannt) - Edvinas Girdvainis (Vertragsende; Ziel unbekannt) - Dennis Gorka (SV Rödinghausen) - Viktor Granath (Vertragsende; Ziel unbekannt) - Patrick Greil (Vertragsende; Ziel unbekannt) - Besar Halimi (Vertragsende; Ziel unbekannt) - Emmanuel Iwe (SV Waldhof Mannheim) - Tim Knipping (Vertragsende; Ziel unbekannt) * - Timo Königsmann (Vertragsende; Ziel unbekannt) - Niklas Kreuzer (Vertragsende; Ziel unbekannt) - Philipp Lambert (Vertragsende; Ziel unbekannt) * - Niklas Lang (FC Vaduz) - Jakob Lewald (SV Wehen Wiesbaden) - Jeremias Lorch (Alemannia Aachen) - Richard Meier (FC Bayern München II) - Alexander Mühling (Rot-Weiß Oberhausen) - David Otto (Viktoria Köln) - Nikolai Rehnen (Vertragsende; Ziel unbekannt) - Joe-Joe Richardson (Greifswalder FC) *** - David Richter (Vertragsende; Ziel unbekannt) - Marco Schikora (Vertragsende; Ziel unbekannt) - Luan Simnica (FC Erzgebirge Aue) - Sebastian Stolze (SSV Jahn Regensburg) - Jonas Weik (Vertragsende; Ziel unbekannt) - Lucas Wolf (Viktoria Köln) - Luca Zander (Blau-Weiß Lohne) |

### Aktueller Trainerstab
| Name             | Funktion                     |
| ---------------- | ---------------------------- |
| Olaf Janßen      | Cheftrainer                  |
| Dennis Diekmeier | Co-Trainer                   |
| Marcus Fritz     | Co-Trainer & Videoanalytiker |
| Daniel Ischdonat | Torwarttrainer               |
| Rafael Lopez     | Athletiktrainer              |

## Zweite Mannschaft
Die zweite Mannschaft war in das Nachwuchsleistungszentrum integriert und bildete als U23-Mannschaft mit Amateurstatus den Übergang vom Leistungsbereich (U16 bis U19) zur Profimannschaft. Seit 2003 war die Mannschaft überwiegend in der sechstklassigen Verbandsliga Nordbaden sowie in der Landesliga Rhein-Neckar (7. Liga) aktiv. Zwischen 2015/16 und 2017/18 war die U23 der fünftklassigen Oberliga Baden-Württemberg zugehörig, in die sie nach dem Abstieg im Frühjahr 2019 erneut aufsteigen konnte. Zum Ende der Saison 2020/21 wurde die Mannschaft vom Spielbetrieb abgemeldet. Als Ursache für die Entscheidung wurden sowohl wirtschaftliche Gründe als auch fehlende Platzkapazitäten angegeben.
Trainiert wurde der SV Sandhausen II zwischen 2013 und 2019 vom ehemaligen Sandhausener Profi Kristjan Glibo, der in der Folge von Frank Löning, der selbst 112 Ligaspiele für den Verein absolviert hatte, abgelöst wurde.